# رافاييل غارسيا (لاعب كرة قدم إسباني)
رافاييل غارسيا (بالإسبانية: Rafael García Doblas؛ بالألمانية: Rafael García Doblas) هو لاعب كرة قدم إسباني وألماني، ولد في 27 سبتمبر 1993 في آخن في لوثارينجيا. لعب مع ألمانيا آخن وروت فايس أوبرهاوزن.

## وصلات خارجية
- رافاييل غارسيا (لاعب كرة قدم إسباني) على موقع قاعدة بيانات كرة القدم.إي يو (الإنجليزية)
- رافاييل غارسيا (لاعب كرة قدم إسباني) على موقع Soccerway.com (الإنجليزية)
- رافاييل غارسيا (لاعب كرة قدم إسباني) على موقع عالم كرة القدم.نت (الإنجليزية)